# SPARK (moumoonのアルバム)
『SPARK』（スパーク）は、moumoonのメジャー3枚目のミニアルバム。

## 概要
『リフレイン』に続き、夏をテーマに制作して2010年2枚目となるミニアルバムで、オリコン週間ランキングで7位に初登場。シングル・アルバムを通じて自身最高位を更新。同年7月15日付のiTunes Storeのシングル、アルバム、ミュージックビデオの3チャートで1位を獲得した。

## 楽曲解説
SPARK
乱反射しているようなキラキラした音が呼び起こされる曲。テーマは「あなたの潜在能力とスーパーな自分」。
Sunshine Girl
7thシングル。
トモシビ
人と解り合うことについての曲。
Plastic Joy
ウエディングソング。失恋を乗り越えて、恋を見つける」というメッセージも込めている。
Dreaming Driving
ライブで盛り上がれるような曲で作り始めた。環状七号線から湘南を目指すルート。港北、朝比奈が歌詞にも出てくる。
Swallowtail Butterfly 〜あいのうた〜
YEN TOWN BANDのカバー曲。PVも制作されている。
Sunshine Girl 〜English Ver.〜
初回盤のみ収録。
Let's dance in the moonlight
初回盤のみ収録。

## 収録内容
| 全作詞: YUKA（特記以外）、全作曲・編曲: MASAKI（特記以外）。 |                                                                                                  |                  |                    |      |
| #                                                            | タイトル                                                                                         | 作詞             | 作曲・編曲         | 時間 |
| 1.                                                           | 「SPARK」                                                                                        | YUKA（特記以外） | MASAKI（特記以外） | 3:42 |
| 2.                                                           | 「Sunshine Girl」                                                                                | YUKA（特記以外） | MASAKI（特記以外） | 3:52 |
| 3.                                                           | 「トモシビ」                                                                                     | YUKA（特記以外） | MASAKI（特記以外） | 4:17 |
| 4.                                                           | 「Plastic Joy」                                                                                  | YUKA（特記以外） | MASAKI（特記以外） | 4:12 |
| 5.                                                           | 「Dreaming Driving」                                                                             | YUKA（特記以外） | MASAKI（特記以外） | 4:29 |
| 6.                                                           | 「Swallowtail Butterfly 〜あいのうた〜」(作詞: 岩井俊二、CHARA、小林武史 / 作曲・編曲: 小林武史) | YUKA（特記以外） | MASAKI（特記以外） | 4:43 |
| 合計時間:                                                    | 合計時間:                                                                                        | 25:15            |                    |      |

| #  | タイトル                             | 作詞 | 作曲・編曲 |
| -- | ------------------------------------ | ---- | ---------- |
| 1. | 「Sunshine Girl -Music Video Clip-」 |      |            |

## 演奏
- YUKA：Vocals & Chorus
- 柾昊佑：Sound Produce, Arrangement, Guitars, Keyboards, Piano, Programming & Chorus
- 村石雅行：Drums (#1)
- 根岸孝旨：Bass (#1)
- 弦一徹：Strings Arrangement (#1)
- 弦一徹ストリングス：Strings (#1)
- 松永俊弥：Drums (#2.7)
- 種子田健：Bass (#2.7)
- 安部潤：Piano (#2.7)
- 沼澤尚：Drums (#3)
- 沖山優司：Bass (#3)
- eji：Piano (#3.8)
- 山田ノブマサ
  - Drums (#5.6)
  - Percussion (#8)

## タイアップ
| 曲名             | タイアップ                                               |
| SPARK            | イマージュCMソング                                       |
| SPARK            | トステム住宅研究所「アイフルホーム」CMソング             |
| Sunshine Girl    | 資生堂「ANESSA」CMソング                                 |
| Sunshine Girl    | ソニー・エリクソン×MTV「Transform Your Xperia™」CMソング |
| トモシビ         | NHKドラマ「鉄の骨」主題歌                                |
| Plastic Joy      | IZUMODEN Group「i Wedding」CMソング                      |
| Dreaming Driving | TOKYO MXドラマ「彼と私と両家の事情」エンディングテーマ   |